# Nicotiana raimondii
Nicotiana raimondii ist eine Pflanzenart aus der Gattung Tabak (Nicotiana) aus der Familie der Nachtschattengewächse (Solanaceae). Die Art ist in Südamerika verbreitet.

## Beschreibung
Nicotiana raimondii ist eine halb-verholzende, 1 bis 2 m hoch werdende Pflanze. Die dünne Rinde ist rötlich-korkig. Die Pflanze verzweigt mit einigen bis vielen, aufrechten, weißlich-grünen, schlanken, dumpf samtig behaarten Zweigen direkt aus der Wurzelkrone. Die Blattspreiten sind eiförmig und leicht herzförmig, 10 bis 15 cm lang.
Die Blütenstände sind schmale, dichte, reihenförmige Rispen. Die Blütenstiele sind 6 mm lang und verlängern sich auf 7 mm. Der Kelch ist breit zylindrisch, 6 bis 7 mm lang. Die Häutchen zwischen den Kelchzipfeln sind variabel, meist nach oben hin breiter. Die Kelchzipfel sind nahezu gleich geformt, leicht zurückgebogen und fein. Die Krone ist 2,5 bis 3 cm lang und unbehaart. Die Kronröhre ist 2 mm lang und genauso breit, der Kronschlund 10- bis 14-mal so lang, dreimal so breit und blass grünlich-gelb gefärbt. Der Kronsaum ist noch etwas heller und 2 bis 3 mm breit und mit zurückgebogenen, schwach zugespitzten Kronlappen besetzt. Die Staubblätter stehen kaum über die Krone hinaus. Die Staubfäden sind auf den unteren 8 mm dicht wollig behaart.
Die Früchte sind dunkelbraune, elliptische, 8 bis 10 mm lange Kapseln. Die Samen sind eckig-eiförmig oder etwas langgestreckt, 0,6 mm lang, braun und geriffelt netzartig strukturiert.
Die Chromosomenzahl beträgt 2n = 24.

## Vorkommen
Die Art ist in Peru verbreitet.